# Bikács
Bikács là một thị trấn thuộc hạt Tolna, Hungary. Thị trấn này có diện tích 34,67 km², dân số năm 2010 là 438 người, mật độ 13 người/km².